# Església de l'Hospital Psiquiàtric Masculí
L'Església de l'Hospital Psiquiàtric Masculí és una obra historicista de Sant Boi de Llobregat (Baix Llobregat) protegida com a Bé Cultural d'Interès Local.

## Descripció
Es tracta d'una església neogòtica amb la capçalera orientada a mestral, a l'inrevés que les esglésies medievals que tenien la capçalera a llevant i els peus a ponent. Consta d'una sola nau sense transepte i amb capelles entre els contraforts, segueix la tradició del gòtic català. La simetria de la façana resta trencada pel campanar de planta vuitavada.